# Vailhan
Vailhan (okzitanisch: Valhan) ist eine französische Gemeinde mit 142 Einwohnern (Stand: 1. Januar 2022) im Département Hérault in der Region Okzitanien. Sie gehört zum Arrondissement Béziers und zum Kanton Cazouls-lès-Béziers. Die Einwohner werden Vailhanais genannt.

## Lage
Vailhan liegt etwa 24 Kilometer nordnordöstlich von Béziers an der aufgestauten Peyne, unterhalb der Staumauer des Lac des Olivettes. Umgeben wird Vailhan von den Nachbargemeinden Valmascle im Norden, Cabrières im Nordosten und Osten, Neffiès im Osten und Südosten, Roujan im Süden, Gabian im Südwesten sowie Montesquieu im Westen.

## Bevölkerungsentwicklung
| Jahr                       | 1962 | 1968 | 1975 | 1982 | 1990 | 1999 | 2006 | 2017 |
| Einwohner                  | 135  | 116  | 105  | 127  | 132  | 120  | 158  | 158  |
| Quellen: Cassini und INSEE |      |      |      |      |      |      |      |      |

## Sehenswürdigkeiten

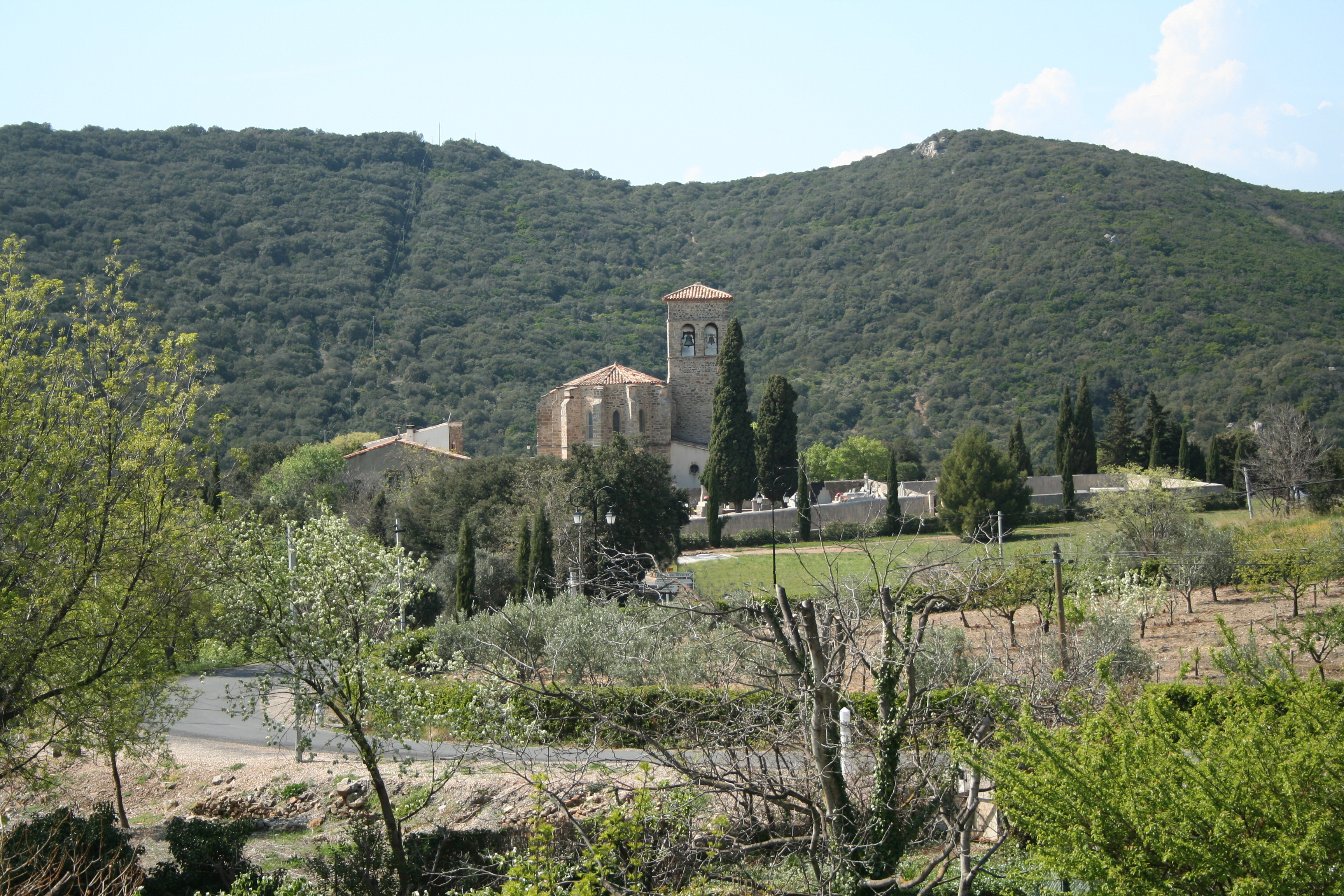
Kirche Mariä Himmelfahrt
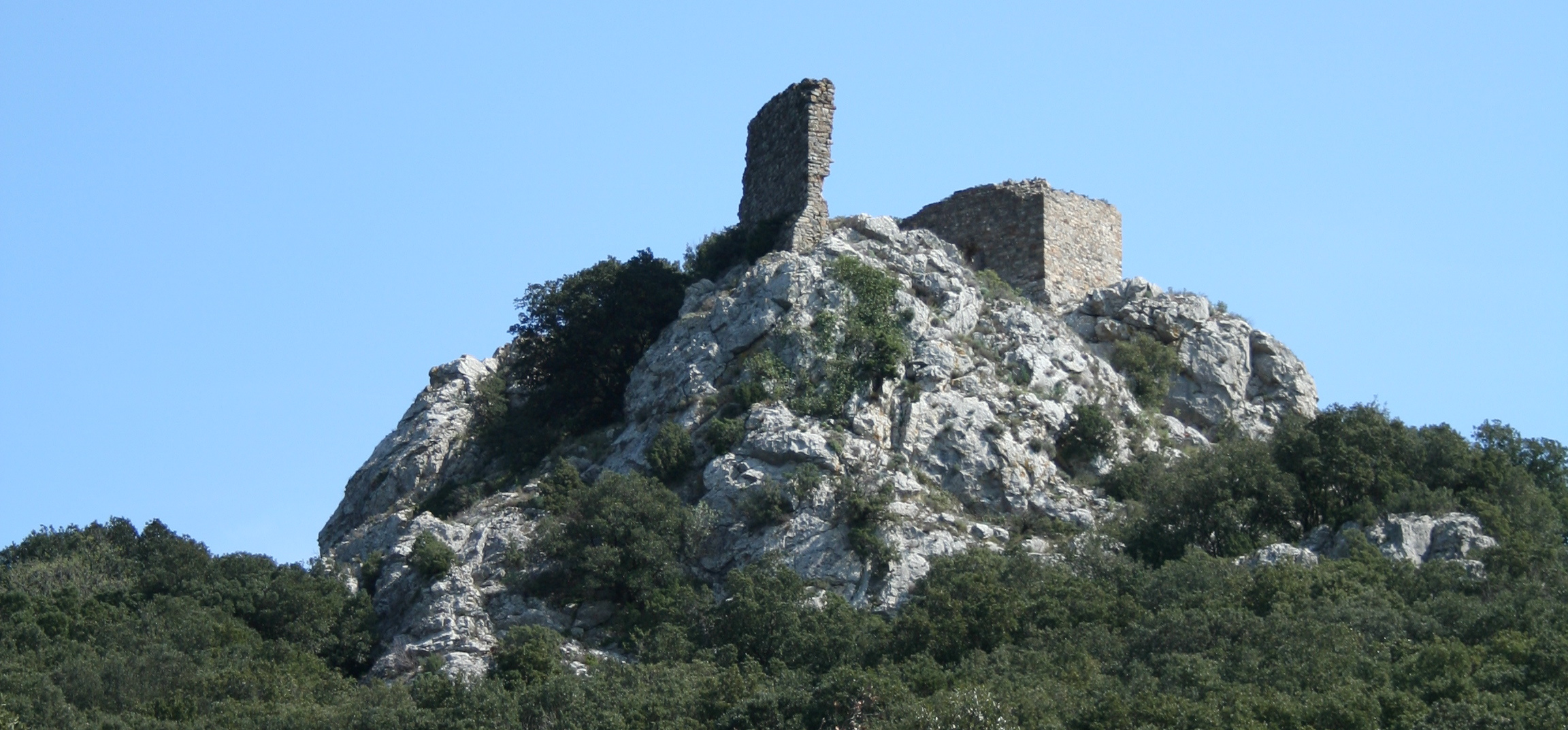
Reste der früheren Burganlage
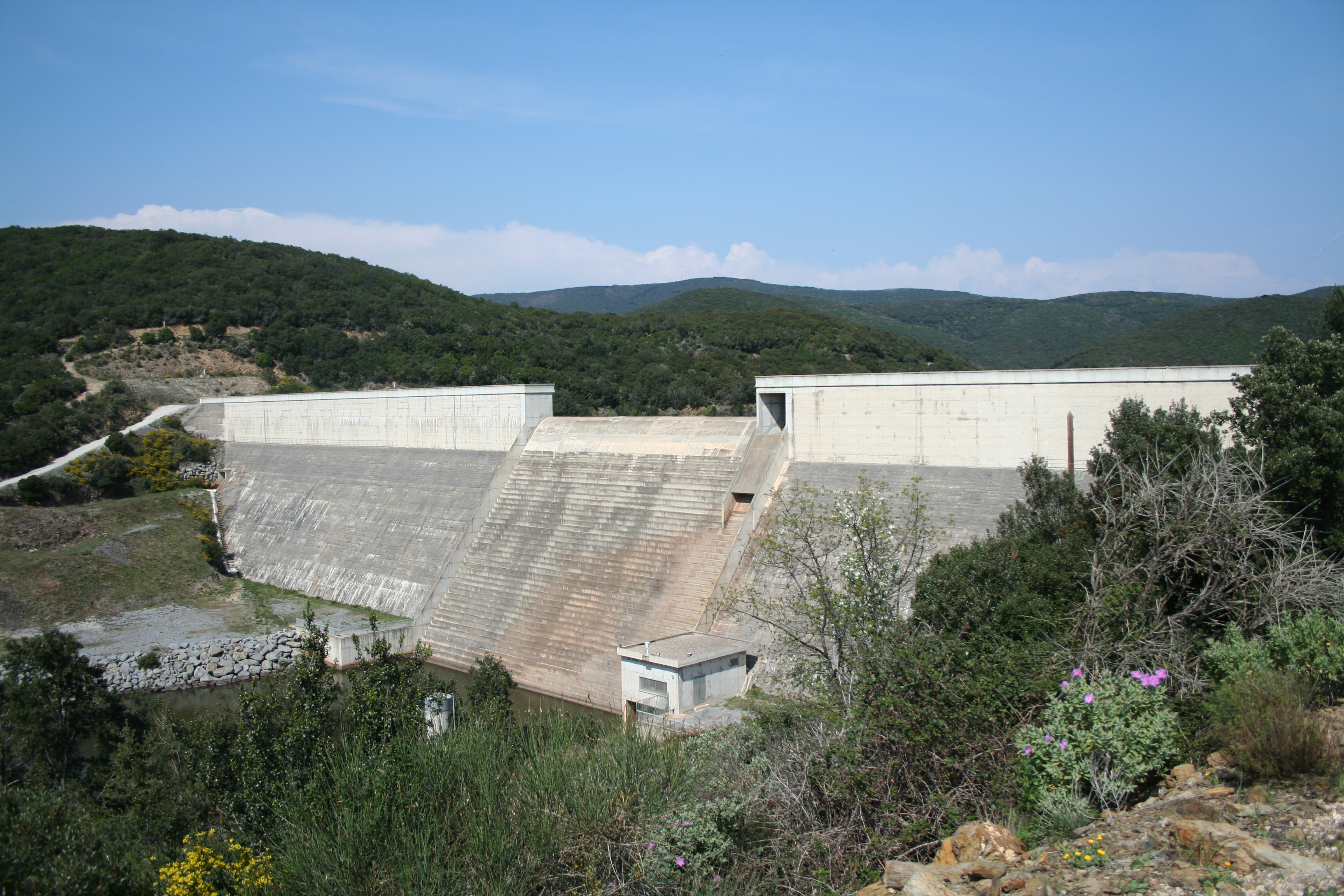
Staumauer des Lac des Olivettes

- Kirche Mariä Himmelfahrt
- Reste der Burg
- Staumauer des Lac des Olivettes